# Toxopsiella orientalis
Toxopsiella orientalis är en spindelart som beskrevs av Forster 1964. Toxopsiella orientalis ingår i släktet Toxopsiella och familjen Cycloctenidae. Inga underarter finns listade i Catalogue of Life.